# Lobus martini
Lobus martini là một loài ruồi trong họ Asilidae. Lobus martini được Joseph & Parui miêu tả năm 1983. Loài này phân bố ở miền Ấn Độ - Mã Lai.